# Alimentador Antúnez de Mayolo (Metropolitano)
El servicio AN-17 o alimentador Antúnez de Mayolo del Metropolitano conecta el terminal Naranjal con el Distrito de San Martín de Porres (Urb. Coopip), recorriendo mayoritariamente la Avenida Antúnez de Mayolo en su trayecto.

## Características
Su flota está compuesta por midibuses anaranjados de 8.5 metros, todos ellos de carrocería TATSA sobre chasis King Long.
| Lunes a sábado      | 05:00 a. m. - 00:00 a. m. |
| Domingos y feriados | 05:00 a. m. - 11:00 p. m. |

| General     | S/ 1.00 |
| Estudiantes | S/ 0.50 |

## Recorrido
| Ida Antúnez de Mayolo | Terminal Naranjal (embarque 15) — Avenida Los Alisos — Avenida Las Palmeras — Avenida Santiago Antúnez de Mayolo — Avenida Daniel Alcides Carrión — Avenida 12 de Octubre — Avenida Carlos Izaguirre — Avenida Santa Rosa — Avenida Alcides Vigo Hurtado |
| Vuelta Naranjal       | Avenida Alcides Vigo Hurtado — Avenida Santa Rosa — Avenida Daniel Alcides Carrión — Avenida Santiago Antúnez de Mayolo — Avenida Las Palmeras — Avenida Los Alisos — Terminal Naranjal (embarque 15)                                                    |

## Paraderos
| N° | Paradero                        | Común con |
| -- | ------------------------------- | --------- |
| 1  | Terminal Naranjal (embarque 15) |           |
| 2  | Galeano                         | AN-15     |
| 3  | Las Palmeras                    | AN-15     |
| 4  | Amarantos                       |           |
| 5  | Telefónica (Los Olivos)         |           |
| 6  | Plaza Vea                       |           |
| 7  | Mercado Covida                  |           |
| 8  | Telefónica (Covida)             |           |
| 9  | Universitaria                   |           |
| 10 | San Francisco                   |           |
| 11 | 12 de Octubre                   |           |
| 12 | Puente Camote                   |           |
| 13 | Alcides Vigo                    |           |
| 14 | COOPIP                          |           |
| 15 | Nísperos                        |           |

| N° | Paradero                        | Común con |
| -- | ------------------------------- | --------- |
| 1  | Nísperos                        |           |
| 2  | COOPIP                          |           |
| 3  | Santa Rosa                      |           |
| 4  | Puente Camote                   |           |
| 5  | 12 de Octubre                   |           |
| 6  | San Francisco                   |           |
| 7  | Rio Santa                       |           |
| 8  | Telefónica (Covida)             |           |
| 9  | Mercado Covida                  |           |
| 10 | Plaza Vea                       |           |
| 11 | Acacías                         |           |
| 12 | Amarantos                       |           |
| 13 | Las Palmeras                    | AN-15     |
| 14 | Galeano                         | AN-15     |
| 15 | Terminal Naranjal (embarque 15) |           |